# 부탄의 경제
부탄의 경제는 세계에서 가장 작고 덜 발달된 나라 중 하나인 부탄은 인구의 60%이상의 주된 생계를 제공하는 농업과 임업을 기반으로 한다. 농업은 주로 생계형 농업과 가축 사육으로 이루어진다. 울퉁불퉁한 산이 지형을 장악하고 있으며 도로와 다른 기반 시설을 건설하는 것이 어렵고 비용이 많이 든다.
부탄의 경제는 강력한 무역과 통화 연결과 인도의 재정 지원에 의존함으로써 인도의 경제와 긴밀하게 연계되어 있다. 산업 부문의 생산은 대부분 가내 공업형이다. 도로 건설과 같은 대부분의 개발 프로젝트는 인도 이주 노동력에 의존한다. 모델 교육, 사회 및 환경 프로그램은 다자간 개발 조직의 지원을 받아 진행 중이다.
각각의 경제 프로그램은 나라의 환경과 문화적 전통을 보호하고자 하는 정부의 열망을 고려한다. 예를 들어, 정부는 조심스럽게 관광 부문을 확장하는데 있어서 고급의 환경 양심적인 관광객들의 방문을 장려하고 있다. 산업 허가, 무역, 노동 및 금융과 같은 분야의 세부적인 통제와 불확실한 정책은 계속해서 외국인 투자를 방해하고 있다. 수력 발전의 인도 수출은 부탄의 주요 수출 시장인 인도의 경기 둔화로 2008년 GDP가 하락했음에도 불구하고 전체적인 성장을 증가시켰다.

## 거시경제동향
국제 통화 기금(IMF)이 부탄의 국내총생산(GDP) 추이를 시장가격으로 나타낸 차트화한 것이다.
| 연도   | GDP (수백만 BTN) | GDP (수백만 달러) |
| ------ | ---------------- | ----------------- |
| 1985년 | 2,166            | 175               |
| 1990년 | 4,877            | 279               |
| 1995년 | 9,531            | 294               |
| 2000년 | 20,060           | 460               |
| 2005년 | 36,915           | 828               |
| 2008년 | 45,000           | 1280              |
| 2011년 | 84,950           | 1695              |
| 2014년 | 119,546          | 1784              |
| 2017년 | 159,572          | 2294              |

부탄의 수력 발전 잠재력과 관광객들에게 부탄의 매력은 핵심 자원이다. 부탄 정부는 국가의 생산적인 기반을 확대하고 사회 복지를 개선하는데 있어서 약간의 진전을 이루었다.
2004년, 부탄은 흡연과 담배 판매를 금지한 세계 최초의 국가가 되었다.

## 같이 보기
- 부탄 뉘땀